# Университет штата Монтана в Биллингсе
Университет штата Монтана в Биллингсе (англ. Montana State University Billings; MSUB) — общественный университет в Биллингсе, штат Монтана, США. Основан в 1927 году как Восточно-Монтанская нормальная школа (англ. Eastern Montana Normal School). По состоянию на осень 2024 года в нём обучается 4 129 студентов. На 2025 год годовой бюджет университета составляет 75,6 миллионов долларов. Является третьим крупнейшим университетом штата.

## История
В ответ на просьбу граждан Монтаны о создании высшего учебного заведения в центральной или восточной части штата, 12 марта 1927 года было открыто пятое заведение университетской системы Монтаны — Восточно-Монтанская нормальная школа (англ. Eastern Montana Normal School). Спустя год из заведения выпустились первые три преподавателя, одному из которых было 52 года. В ранние годы школа была уполномочена предлагать только двухгодичную программу сертификации для учителей начальных классов и до 1945 года выпускала новых учителей ежеквартально. Первое здание школы, Макмаллен-холл, было достроено только в декабрю 1935 года; до этого времени занятия проводились в центре Биллингса. В течение первых 16 лет в школе в среднем обучалось 175 студентов, но с началом Второй мировой войны количество учащихся упало до 50, все из которых были женщинами.
В 1949 году заведение изменило своё название на Восточно-Монтанский педагогический колледж (англ. Eastern Montana College of Education). В 1958 году число учащихся превысило отметку в тысячу человек. В 1965 году название вновь было изменено на Восточно-Монтанский колледж (англ. Eastern Montana College). В 1967 году число учащихся превысило 3000 человек. В том же году был основан Колледж свободных искусств, а в 1979 — Колледж бизнеса. В 1994 году в результате реорганизации университетской системы Монтаны колледж стал аффилированным с Монтанским университетом и поменял название на Университет штата Монтана в Биллингсе (англ. Montana State University Billings; MSU Billings). Профессионально-технический центр Биллингса был передан в ведение администрации университета в качестве Технологического колледжа. Весной 2004 года был открыт Колледж смежных медицинских профессий.
В июне 2012 года Технологический колледж был переименован в Городской колледж, а в 2019 году Колледж смежных медицинских профессий изменил своё название на Колледж медицинских профессий и наук, а Колледж свободных искусств — на Колледж свободных искусств и социальных наук. В 2021 году доктор Стефани Хиксва стала первой женщиной-канцлером университета.

## Обучение
MSUB предлагает 115 различных программ обучения. Университет разделён на пять подразделений: Колледж свободных искусств и социальных наук; Колледж бизнеса; Педагогический колледж; Колледж медицинских профессий и наук и Городской колледж. 
Согласно отчету Министерства труда США за 2017 год, выпускники четырёхлетних программ MSUB зарабатывали в среднем на 4500 долларов в год больше, чем выпускники таких же программ других государственных учебных заведений Монтаны, а выпускники двухлетних программ — на 5800 долларов в год больше.
Университет также предлагает несколько программ обучения по обмену: UMSB сотрудничает с Винчестерским, Бат-Спаским и Ланкаширским университетами в Англии, Университетом Роберта Гордона в Шотландии, Университетом прикладных наук Сейняйоки в Финляндии, Международным французским центром и Страсбургской бизнес-школой во Франции, Нюртинген-Гейслингенским, Людвигсбургским и Ашаффенбургским техническим университетами в Германии, Юго-восточным европейским университетом в Северной Македонии, Столичным университетом экономики и бизнеса в Китае, Префектурным университетом Кумамото и Нихонским университетом в Японии, Женским университетом Ихва и Халлымским университетом в Южной Корее, Университетом Ши Чиень на Тайване и Папским католическим университетом Параны в Бразилии.